# ناحية فين
ناحية فين (بالفارسية: بخش فین) هي ناحية في مقاطعة بندر عباس التابعة لمحافظة هرمزجان في إيران. في تعداد عام 2006، كان عدد سكانها 23,514 نسمة في 5,709 عائلة. فيها مدينة واحدة هي مدينة فين وثلاثة أقسام ريفية: قسم فين الريفي وقسم غهرة الريفي ، وقسم سياهو الريفي.